# Тиранія малих рішень
Тиранія малих рішень — це явище, при якому низка рішень, кожне з яких саме по собі невелике й незначне у часовій перспективі, у сукупності призводить до вагомого негативного результату. Вперше цю концепцію ввів американський економіст Альфред Е. Кан в однойменному есе, опублікованому в 1966 році.  У статті описана ситуація, коли серія невеликих, раціональних на індивідуальному рівні рішень може негативно змінити контекст наступних рішень аж до точки незворотності. Кан писав, що ця проблема загалом притаманна ринковій економіці й може призвести до краху ринку.  Відтоді цю концепцію почали використовувати й в інших сферах, таких як деградація довкілля,  політичні вибори  та наслідки для здоров'я. 
Класичним прикладом тиранії дрібних рішень є трагедія спільного користування, описана Ґарретом Хардіном у 1968 році  на прикладі ситуації, коли багато пастухів випасають корів на загальних територіях. Кожен пастух діє згідно з власним раціональним інтересом, і зрештою це приводить до того, що всі разом вони виснажують спільний обмежений ресурс, хоча зрозуміло, що це не в довготермінових інтересах жодного з них. 

## Ітакська залізниця

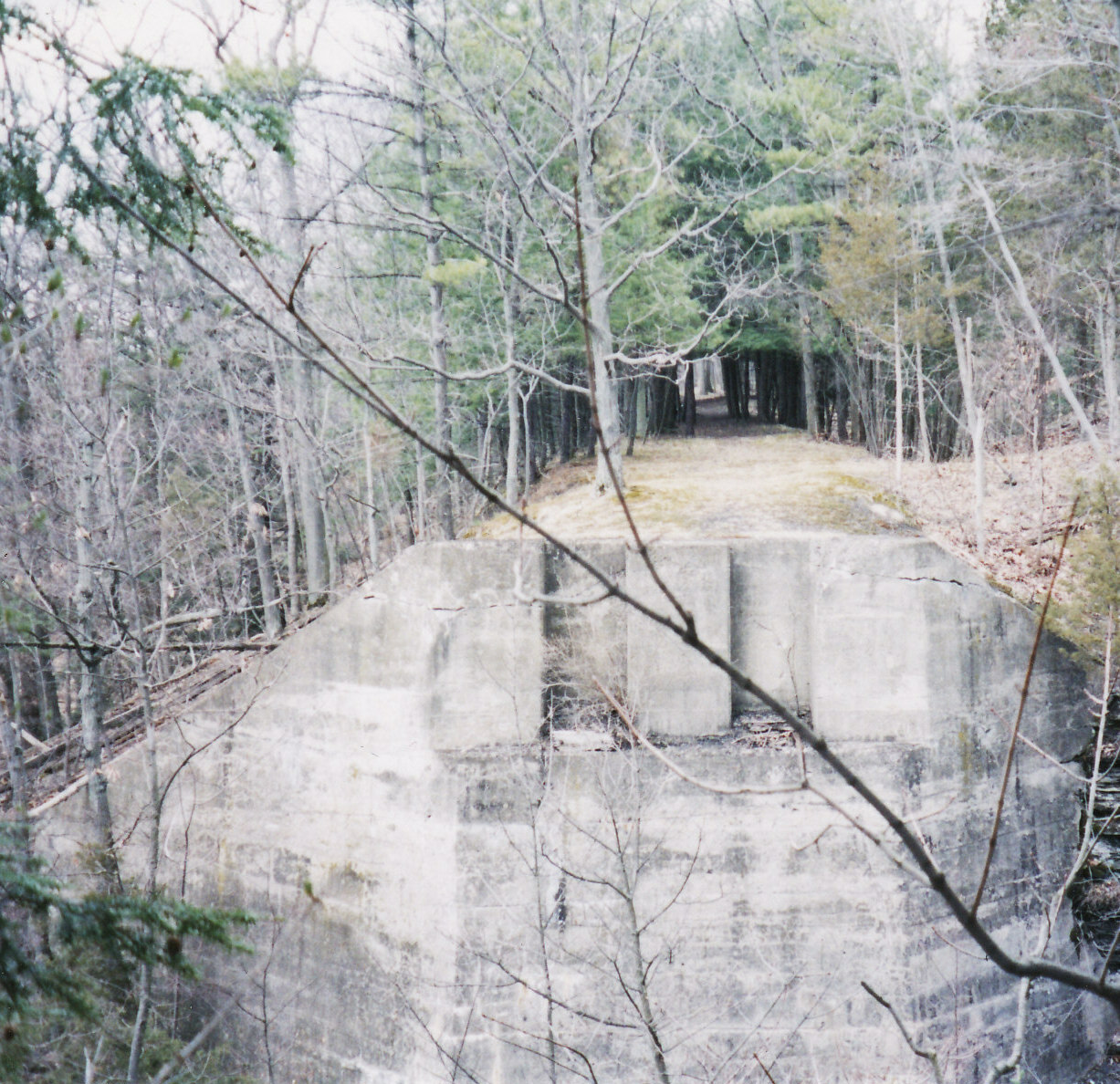
Опора мосту Ітака-Оберн Шорт Лайн

Ідея концепції "тиранії дрібних рішень" з'явилась у Кана через припинення пасажирських залізничних перевезень у місті Ітака, штат Нью-Йорк. Залізниця була єдиним надійним способом потрапити в Ітаку та виїхати з неї. Вона працювала незалежно від умов, за будь-якої погоди, у будь-яку пору року. Місцева авіакомпанія та автобусна компанія мали попит серед пасажирів у сприятливі періоди, однак не функціонували в невигідний час або за поганої погоди. Зрештою залізничне сполучення до Ітаки закрили, тому що пасажири приймали свої індивідуальні рішення таким чином, що залізниця стала неліквідною. На думку Кана, тут доречний такий гіпотетичний економічний тест:
Припустімо, що кожна людина в містах, де ходила ця залізниця, запитає себе, яку суму вона готова була б регулярно віддавати за певний період часу, скажімо, щорічно, купуючи наперед проїздний квиток, щоб зберегти для своєї громади цю залізницю. Якщо сума, яку вона задекларувала (самій собі), перевищує суму, яку вона фактично сплатила за такий період - а мій власний інтроспективний експеримент показав саме це - тоді зникнення пасажирського обслуговування було випадком невдачі ринку. 
Те, що пасажири не усвідомлювали цінності збереження залізниці, ґрунтується на різних часових перспективах, якими оперували пасажири й ті, хто приймали рішення про припинення залізничного сполучення. Пасажири ухвалювали багато короткотермінових рішень, щоразу, для кожної окремої поїздки, обираючи між залізницею, автобусом, автівкою чи місцевим авіаперевізником. На основі кумулятивного ефекту всіх цих рішень залізнична служба ухвалювала одне вирішальне довготермінове рішення — зберігати це сполучення чи ні. Кожне окреме рішення мандрівника мало нехтувано мале значення для продовження залізничних послуг. Для пасажира було б нераціонально вважати, що збереження залізничного сполучення залежить від якогось із його рішень. Однак щоразу обираючи певну опцію, людина фактично віддає голос за потенційну неможливість вибору альтернативної опції.  Якщо достатньо людей "голосуватимуть" за першу опцію, вважаючи, що друга все одно лишатиметься доступною - ця друга опція справді може зникнути. І це зникнення може бути вагомою втратою, якої користувачі могли уникнути, добровільно заплативши певну суму. Отже, єдиний вибір, який ринок пропонував пасажирам як важіль впливу на довготермінове рішення залізниці, був короткотерміновим, і сума наших індивідуальних покупок квитків на залізницю була меншою, ніж наш спільний інтерес у збереженні сполучення. Ми стали жертвами "тиранії малих рішень" .

## Згадки ідеї протягом історії
Фукідід (прибл. 460–c. 395 до н. е.) казав:
[Д]уже мало часу присвячується міркуванням щодо будь-якої громадської справи, а більшість часу — власним справам. Кожен вважає, що від цього нехтування не буде шкоди, що про такі речі має попіклуватися хтось інший. І оскільки так думає кожен, питання спільного інтересу непомітно занепадають.

Арістотель (384–322 рр. до н. е.) подібним чином висловлювався щодо загальних благ афінського полісу:
Бо про те, що є спільним для найбільшої кількості людей, найменше дбають. Кожен думає передусім про власний інтерес і дуже рідко - про спільні інтереси; та й то лише тоді, коли зачіпаються його особисті. Бо крім інших міркувань, кожен схильний нехтувати обов'язком, виконання якого очікує від іншого - так само, як у сім'ї багато доглядачів часто приносять менше користі, ніж кілька.
Томас Ман (1571–1641), англійський меркантиліст, прокоментував рішення, які приймаються з короткозорої, недалекоглядної часової перспективи так:
[В]они дивляться лише на початок роботи, і це спотворює їхні судження та вводить їх в оману:  Бо якщо ми подивимось на діла землероба тільки під час засівання, коли він викидає в землю багато доброго збіжжя, то радше вважатимемо його божевільним, аніж землеробом; коли ж ми розглянемо його діла під час жнив, що є кінцем його зусиль, то побачимо цінність і рясне примноження від його вчинків.
Ойген фон Бем-Баверк (1851–1914), австрійський економіст, зауважив, що рішення, прийняті з невеликими часовими перспективами, можуть бути спокусливими:
Я гадаю, так часто трапляється, що людина стоїть перед вибором між теперішнім і майбутнім задоволенням чи незадоволенням і робить вибір на користь меншого теперішнього задоволення, хоча чудово знає і навіть чітко усвідомлює в момент вибору, що шкода у майбутньому буде більшою і що через її вибір її добробут загалом постраждає.  "Гуляка" розтринькує всю свою місячну зарплату в перші ж дні на недалекі розваги. Як же ясно він передчуває свої подальші незручності і нестатки!  І все ж він не в змозі протистояти спокусам моменту.

## Деградація навколишнього середовища

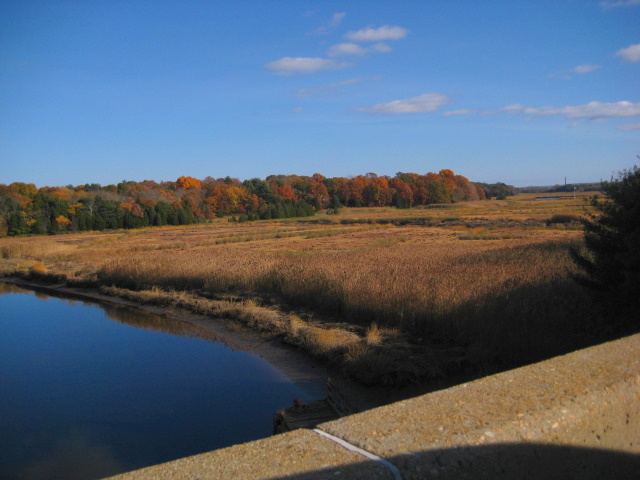
Унаслідок багатьох малих рішень і без прямого вирішення проблеми майже половина боліт вздовж узбережжя штатів Коннектикут і Массачусетс була знищена.

У 1982 році еколог естуарію Вільям Одум опублікував статтю, у якій поширив поняття тиранії малих рішень на екологічні проблеми. За словами Одума, «значна частина нинішнього хаосу та розпачу, пов’язаних з проблемами довкілля, виникає на основі рішень, які ніколи не ухвалювалися свідомо, а просто були результатом серії дрібних рішень».
Одум наводить як приклад болота вздовж узбережжя штатів Коннектикут і Массачусетс. Між 1950 і 1970 роками майже 50 відсотків цих боліт було знищено. Це знищення не було запланованим, і громадськість, можливо, підтримала б збереження боліт, якби це питання було поставлене. Натомість через низку малих рішень сотні невеликих ділянок боліт були використані для тих чи інших цілей, що призвело до глобального результату, хоча проблема ніколи не розглядалася на глобальному рівні .
Іншим прикладом є болотисті низовини Флориди. Вони опинилися під загрозою не через одне негативне рішення, а через безліч незалежних точкових рішень, таких як будівництво тієї чи іншої свердловини, того чи іншого дренажного каналу, ще одного селища для пенсіонерів, ще однієї дороги... Не було ухвалено жодного прямого рішення, яке б обмежувало потік поверхневих вод на полонини або передбачало б руйнівні випалення чи посуху, однак дрібні рішення призвели до того, що нині болота під загрозою.
За кількома винятками види під загрозою вимирання потрапили у скрутне становище через низку малих рішень. Білі ведмеді, горбаті кити та білоголові орлани постраждали від кумулятивних наслідків одноразових рішень щодо надмірної експлуатації або зміни місць їхнього існування. Використання одного за одним пляжів, на яких гніздуються зелені черепахи, для інших цілей супроводжується зменшенням популяції зелених черепах.
Евтрофікація культурного озера рідко є результатом навмисного рішення. Натомість озера поступово евтрофуються внаслідок кумулятивного ефекту невеликих рішень: додавання якогось побутового каналізаційного водостоку, потім якогось промислового стоку, обсяг якого постійно зростає разом із розвитком підприємства, потім ще шосе та ще кількох сільськогосподарських полів .

## Протидія
Очевидною протидією тиранії дрібних рішень є розвиток і захист відповідних верхніх рівнів прийняття рішень. Залежно від проблеми доцільно ухвалювати рішення на місцевому, державному, національному чи глобальному рівні. Однак організації на цих рівнях можуть бути неефективними через власну бюрократію та через політику, і рішення можуть "повертатися" нижчим рівням. Політичні та наукові організації можуть заохочувати малі рішення, винагороджуючи за роботу над конкретними проблемами та їх вирішення. Зазвичай легше і політично вигідніше ухвалювати рішення щодо окремих ділянок землі чи окремих питань, аніж впроваджувати масштабну політику. Така ж картина спостерігається і в академічній науці. Більшості науковців комфортніше працювати над конкретними проблемами, ніж над системами. Ця редукціоністська тенденція приділяти увагу дрібним проблемам підкріплюється розподілом грантових коштів та академічних посад .
Одум виступає за те, щоб принаймні деякі вчені вивчали системи, а не окремі явища, адже це допомагало б уникати негативних наслідків, які виникають, коли багато дрібних рішень приймаються з обмеженої точки зору. Також є потреба в тому, щоб політики й управлінці розуміли важливість довготермінових перспектив. Викладачі екології повинні включати у свої курси широкомасштабні процеси з прикладами проблем, до яких може призвести прийняття рішень на невідповідних рівнях .